# 고흥류씨 삼강려
고흥류씨 삼강려(高興柳氏 三綱閭)는 전라남도 영광군 불갑면 녹산리에 있는 정려이다. 2020년 1월 30일 영광군의 향토문화유산 제3호로 지정되었다.

## 지정 사유
고흥류씨 삼강려는 정유재란 때 영광 칠산 앞바다에 뛰어든 고흥류씨 일가족 7명에게 내린 정려이다.
삼강려 상량문에서는 1903년(계묘년), 내부에 걸린‘삼강려 사실기’에서는 1906년(병오년) 간기를 확인할 수 있다.
또한 삼강려 정문에 있는 석조문에는 1917년(정사년) 기년명이 음각돼 있다.
임진왜란기 역사인물 7인의 충효열 정려라는 점 뿐만 아니라 원형 초석을 사용하고 소규모 정려임에도 팔작지붕을 구성하기 위하여 내부 충량에서 추녀를 구성하는 등 건축적 조형성 또한 돋보여 문화재적 가치가 높다.